# 自由度 (工程学)
在結構力學上的自由度（Degrees of freedom），或稱動不定度（Degrees of kinematic indeterminacy），意指分析結構系統時，有效的結構節點上的未知節點變位數。其中稱之為「有效」是因為結構構件上的任一點，都應有機會具有自由度，一般只選擇其中對分析整體結構有用的節點變位來討論，而稱為「未知」則因為為求解容易，通常儘可能減少自由度的數量，因此扣除已知的變位。

## 自由度的分類
自由度大致有兩種型式：
1. 旋轉的自由度。
2. 移動的自由度。

在平面中，只有三個自由度，一者為面旋轉，二者為前後及左右兩個移動。
在立體中，有六個自由度，三個為前後、上下及左右三個移動和前後、上下及左右三面旋轉。简单来说就是沿三个坐标轴的移动和绕三个坐标轴的转动
把构建相对于参考系具有独立运动参数的数目称为构件的自由度

## 自由度的運用
自由度作為結構力學中的重要概念，是描述一個結構基本情況的基本參數。在結構分析中，將自由度作為主要未知數，基本求解方法有兩種：利用變形諧合條件求解的方法，稱為力法，此法的應用範圍是未知的自由度較少的情況。利用力平衡條件求解的方法，稱為位移法，此法應用較為廣泛，尤其在求解高階超靜定結構的情況下較力法容易，適合利用線性代數(矩陣)的方式配合程式撰寫來求得欲知的自由度。

## 相關領域
- 建築結構系統
- 材料力學
- 結構力學
- 力學
- 物理學